# Gonzalo Rodríguez (racerförare)
Gonzalo Rodríguez, född den 22 januari 1972 i Uruguay, död den 11 september 1999 i Monterey County, USA, var en uruguayansk racerförare.

## Racingkarriär
Rodríguez blev trea i Brittiska Formel Renault 1994, vilket följdes av två säsonger i det Brittiska F3-mästerskapet, utan större framgångar. Efter att ha bytt till formel 300 fick han sitt genombrott 1998 blev trea i serien. Han nådde samma placering postumt även 1999. Under säsongen 1999 hade Rodríguez nämligen fått hoppa in som förarvikarie i Team Penske som ersättare till Tarso Marques. Han kvalade på Laguna Seca, och skulle bromsa in för korkskruven då bromsarna hängde sig och Rodríguez bil flög handlöst in i däcksbarriären, över muren och landade på berget. Han avled omedelbart av sina skador. Rodríguez död blev starten på ett massivt ombyggnadsbarete i korkskruven, som numera har en mycket större avåkningszon.